# Twitteratura

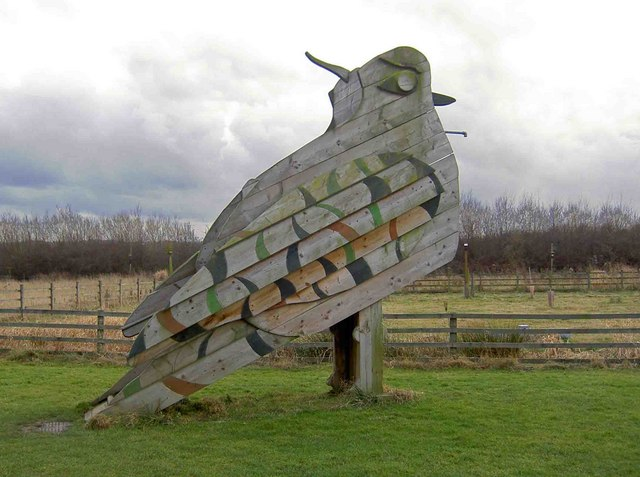
Escultura representando al pájaro en el logo de Twitter

Twitteratura (un portmanteau de Twitter y literatura) es un uso literario del servicio microblogging de Twitter. Incluye varios géneros, incluyendo aforismos, poesía, y ficción (o alguna combinación del mismo) escrito por individuales o colaborativamente. El máximo de 280 caracteres impuesto por el medio, actualizado con 140 caracteres a finales de 2017, proporciona un reto creativo.

## Géneros

### Aforismo
| La forma más eficaz de aprender es dedicándose a una sola asignatura durante meses. Su opuesto es la escuela. |
| --- |
| Aaron Haspel, @ahaspel                                                                                        |

Los aforismos son populares porque la brevedad es inherentemente adecuada para Twitter. Las personas a menudo comparten en Twitter aforismos clásicos conocidos, buscan elaborar y compartir sus propias ideas breves sobre todos los temas imaginables. Boing Boing ha descrito Twitter como alentador en "una edad nueva del aforismo", citando los nuevos aforismos de Aaron Haspel.

### Poesía
| Agosto. Y aunque hace calor en el sol se siente a veces como si yo cayendo sin manos hacia el otoño. |
| --- |
| Göran Greider, @GreiderDD                                                                            |

Haiku Es una forma poética breve muy adecuada para Twitter; muchos ejemplos pueden ser encontrados utilizando el hashtag #haiku. Otras formas de poesía pueden ser encontradas bajo otros hashtags o por personas seguidas quiénes utilizan sus cuentas de Twitter para revistas o poesía. Por ejemplo, el poeta sueco y periodista Göran Greider hacen observaciones de tuits  y poemas utilizando Twitter @GreiderDD (Göran Greider), mostrado en el ejemplo.

### Ficción
La ficción Twitterature incluye historias de 140 caracteres, fanfiction, la recuperación de clásicos literarios y leyendas, novelas de Twitter, y trabajos colaborativos. Los términos "twiction" y "tweet fic" (ficción de Twitter), "twiller" (thriller de Twitter), y "phweeting" (falsos twits) existen para describir géneros de ficción twitterature en particular.
| Estaba cortando el césped. Miré el inmaculado jardín de mi vecino; su hierba era literalmente más verde. Luego, un meteoro cayó sobre su hermosa casa. |
| --- |
| Arjun Basu, @ajunbasu |

Historias de 140 carácteres: ficción que cabe en un solo tuit. Un ejemplo de estas historias son aquellas escritas por James Mark Miller (@asmallfiction), Sean Hill (@veryshortstories), y Arjun Basu (@arjunbasu). En 2013, The Guardian desafió autores publicados tradicionalmente como Jeffrey Arquero e Ian Rankin para escribir sus historias de 140 caracteres, y entonces presentó sus intentos.
Fan fiction: Son cuentas de Twitter que han sido creadas para personajes de películas, series de televisión, y libros. Algunas de estas cuentas toman los acontecimientos de los trabajos originales como su punto de partida, mientras que otras pueden ramificarse en fanfiction.

#### Clásicos literarios y leyendas
Los clásicos literarios y las leyendas se vuelven a contar en Twitter, ya sea por los personajes que tuitean e interactúan,o volviéndolo a contar en formato de tuit, a menudo en lenguaje moderno. Por ejemplo, en 2010, un grupo de rabinos tuiteó el Éxodo, con el hashtag #TweetTheExodus; y el 2011, el Royal Shakespeare Company y la English game company Mudlark tuiteó la historia de Romeo y Julieta. En 2009, Alexander Aciman y Emmett Rensin publicaron Twitterature: The World's Greatest Books Retold Through Twitter.
Epicretold, por el autor Chindu Sreedharan, es otro trabajo digno de mención en este género. El New Indian Express lo calificó como un “intento audaz... para encajar en la madre de todas las  épicas y epopeyas, el Mahabharata, en el sitio de microblogging de Twitter.” Tuiteado desde @epicretold, y posteriormente publicado como libro completo por HarperCollins India, la historia estuvo narrada en "2,628 tweets" entre julio de 2009 y octubre de 2014. En una entrevista con Time, Sreedharan dijo que era un intento de simplificar la épica larga y hacerla accesible a la nueva generación—ambos en India y en el extranjero.

#### Novelas de Twitter
| Siempre me han gustado los lugares pequeños. Me gustan los insectos, las casas de los insectos, los insectos bastón, las briznas de hierba, las mariquitas Ruedas de la fortuna hechas de dientes de león. |
| --- |
| Nick Belardes, @smallplaces |

| Willum Mortimus Granger estaba fuera de sí. De hecho, cuando se encontró su cuerpo, la mitad superior estaba justo al lado de la inferior. |
| --- |
| Robert K. Blechman, @RKBs_Twitstery |

La novela de Twitter (o twovels) es otra forma de ficción que puede extenderse sobre centenares de tuits para contar una historia más larga. El autor de una novela de Twitter es a menudo desconocido por los lectores, ya que el anonimato crea un aire de autenticidad. Como tal, el nombre de la cuenta a menudo puede ser un seudónimo o incluso un personaje de la historia. Las novelas de Twitter pueden durar meses, con uno o más tuits diariamente, donde el contexto generalmente se mantiene mediante un único hashtag. Buscando por el correspondiente hashtag se produce una lista de todos los tuits  disponibles en la serie. Algunos seriales son publicados en actualizaciones cortas que animan el lector a seguir y especular sobre la próxima entrega
Un ejemplo de la novela de Twitter es Small Places de Nick Belardes (@smallplaces), quien empezó el 25 de abril de 2008 con el tuit que se muestra arriba. Otro ejemplo es El Twitstery Twilogy serie de Robert K. Blechman (@RKBs_Twitstery). La primera entrada de la serie era Executive Severance, el cual sería el primer cómic de misterio live-tweeted de Twitter (o "Twitstery"), empezando el 6 de mayo de 2009 con el tuit mostrado. La segunda novela de Twitter en serie, The Golden Parachute, apareció como un libro digital Kindle eBook en 2016; y la tercera y última novela, I Tweet, Therefore I am, el Libro 3, se publicó a principios de 2017.
El primer libro publicado completamente escrito en Twitter era Aforismos Eléctricos de John Roderick, el cual se compuso por tuits individuales entre diciembre de 2008 y mayo de 2009, y eliminado en la publicación del libro por Publication Studio en noviembre de 2009. Los autores publicados tradicionalmente también han intentado escribir novelas de Twitter, como Black Box de Jennifer Egan, que se publicó por primera vez en unos 500 tuits en 2012; y The Right Sort de David Mitchell, publicado por primera vez en casi 300 tuits enviados durante una semana en 2014. Hari Manev, que no utiliza Twitter, publicó su novela de Twitter The Eye, que es el primer volumen de su trilogía de Twitter The Meaning of Fruth, como un libro electrónico Kindle en 2019.

##### Trabajos colaborativos
| Sam se estaba cepillando el cabello cuando la chica del espejo dejó el cepillo, sonrió y dijo: "Ya no te amamos. |
| Neil Gaiman |

Neil Gaiman acuñó el término "interactivo de dos niveles" para un experimento en el que sus seguidores de Twitter colaboraban con él en una novela. Esto se realizó con BBC America Audio Books. El primer tuit de Gaiman fue el que se muestra en la tabla. Luego, invitó a sus lectores a continuar la historia bajo el hashtag #bbcawdio. El resultado estuvo publicado como un audiolibro bajo el título Hearts, Keys and Puppetry, con autores como Neil Gaiman & Twitterverse. Teju Cole envió líneas de su historia "Hafiz" a otros usuarios de Twitter y entonces les retuiteó para armar la historia.

### Twitter extraño
Twitter extraño es un género suelto  de humor de internet dedicado a la publicación de material humorístico en Twitter que es desorganizado y difícil de explicar.
Relacionado con el antihumor y creado principalmente por usuarios de Twitter que no son humoristas profesionales, las bromas Weird Twitter-style pueden ser presentadas como pensamientos desorganizados, en lugar de un formato de broma convencional o una estructura de oración puntuada. El género se basa en la restricción de la longitud del mensaje de 280 caracteres (antes 140) de Twitter, lo que requiere que los chistes sean bastante breves. El género también puede incluir la reutilización de material pasado por alto en Internet, como parodiar publicaciones hechas por spambots o imágenes deliberadamente amateur creadas en Paint. The New York Times ha descrito el género como "estúpido" y tiene la intención de "burlarse sutilmente de los usuarios corporativos y principales del sitio". Los relatos relacionados incluyen creadores como dril y, más tangencialmente, autores como la poeta Patricia Lockwood.

## Historia
Twitter se lanzó en 2006, y las primeras novelas de Twitter aparecieron en 2008. Los orígenes del término Twitterature son difíciles de determinar, pero fue popularizado por el libro de Aciman y Rensin. Desde entonces, el fenómeno se ha discutido en las secciones de arte y cultura de varios periódicos importantes.
Twitterature ha sido llamado género literario, pero es más precisamente una adaptación de varios géneros a las redes sociales. La escritura es a menudo experimental o lúdica; con algunos autores o iniciadores que buscan averiguar cómo el medio de Twitter afecta la narración o cómo se difunde una historia a través del medio. En 2011 se lanzó un sitio sueco titulado Nanoismer.se para "desafiar a la gente a escribir más de allá de lo que es Twitter"

## Otras lecturas
- Aciman, Un., y E. Rensin. 2009. Twitterature: Los libros más Grandes del Mundo Volvieron a contar A través de Twitte. Libros de pingüino.
- Mendelson, Alexander (12 de noviembre de 2008). «How to Start a Twitter Novel». Twitip.com. Archivado desde el original el 10 de septiembre de 2014.
- Rudin, Michael (Fall 2011). «From Hemingway to Twitterature: The Short and Shorter of It». The Journal of Electronic Publishing 14 (2). doi:10.3998/3336451.0014.213.